# Agabus suoduogangi
Agabus suoduogangi är en skalbaggsart som beskrevs av Stastný och Nilsson 2003. Agabus suoduogangi ingår i släktet Agabus och familjen dykare. Inga underarter finns listade i Catalogue of Life.